# 洛斯利亚诺斯-德阿里达内
洛斯利亚诺斯-德阿里达内（西班牙語：Los Llanos de Aridane），是西班牙加那利群岛圣克鲁斯-德特内里费省的一个市镇。总面积35.79平方公里，总人口20171人（2018年），人口密度560人/平方公里。

## 地名
西班牙语的意为平坦的，“Aridane”是原住民语言，与其同义，加在后面以区分其他同名地名。

## 人口
| 洛斯利亚诺斯-德阿里达内 |
|                         |
| 来源：加那利群岛统计局  |

## 图集

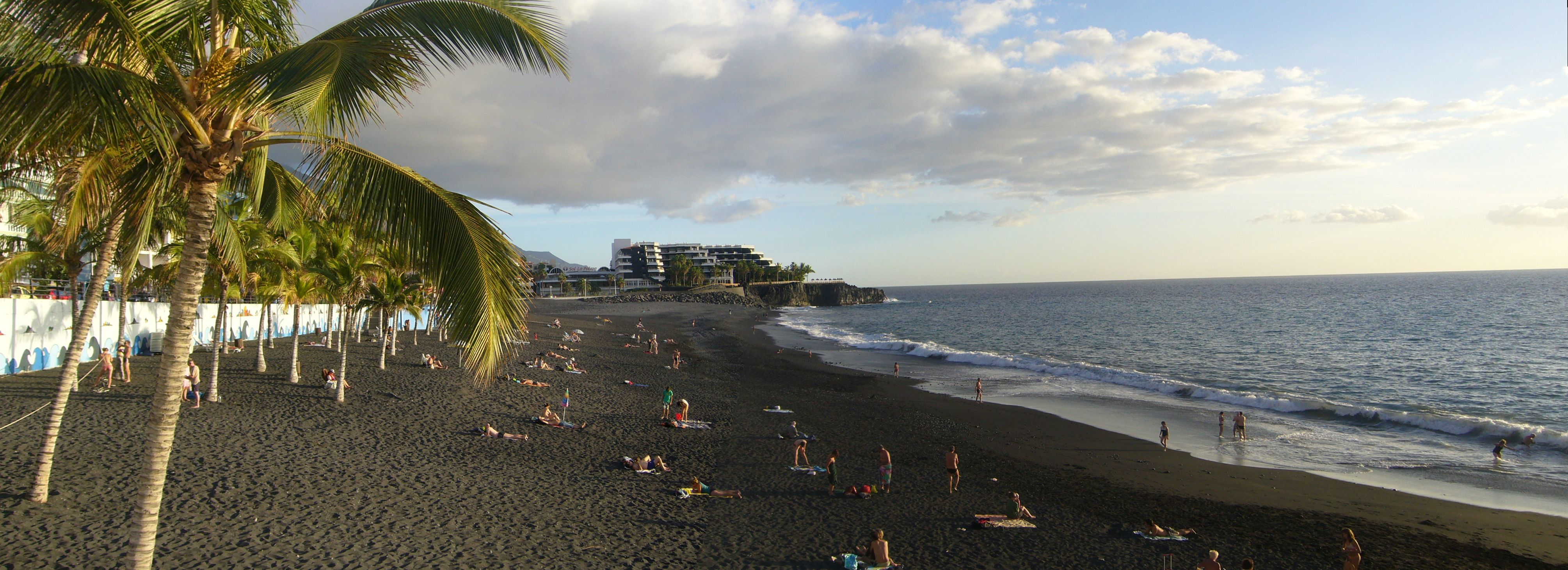
海滩
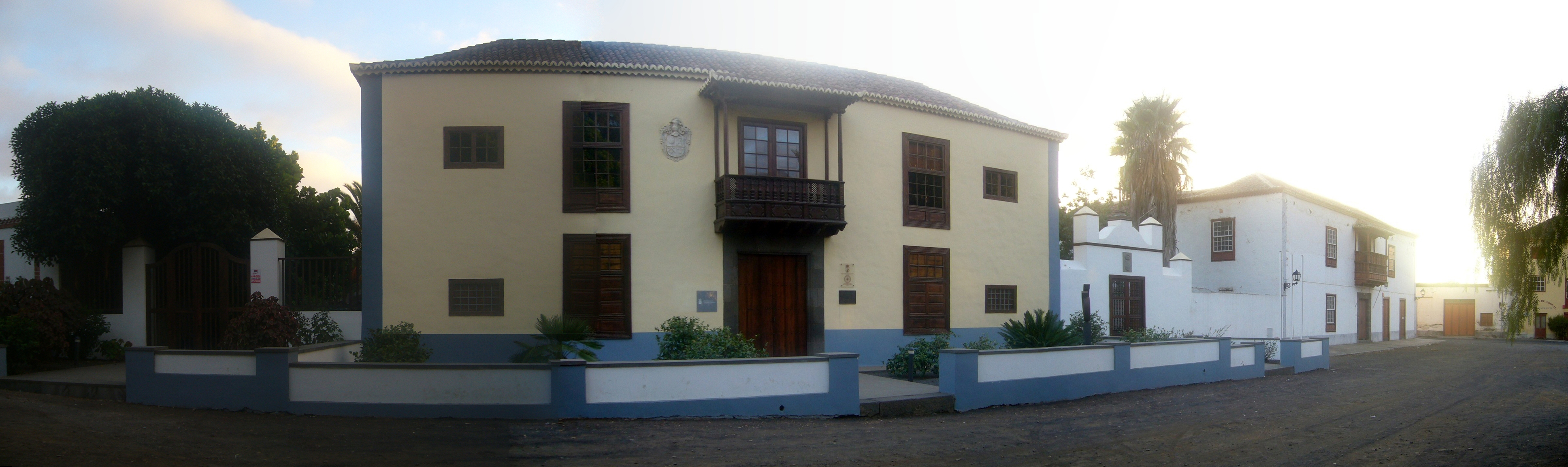
公寓
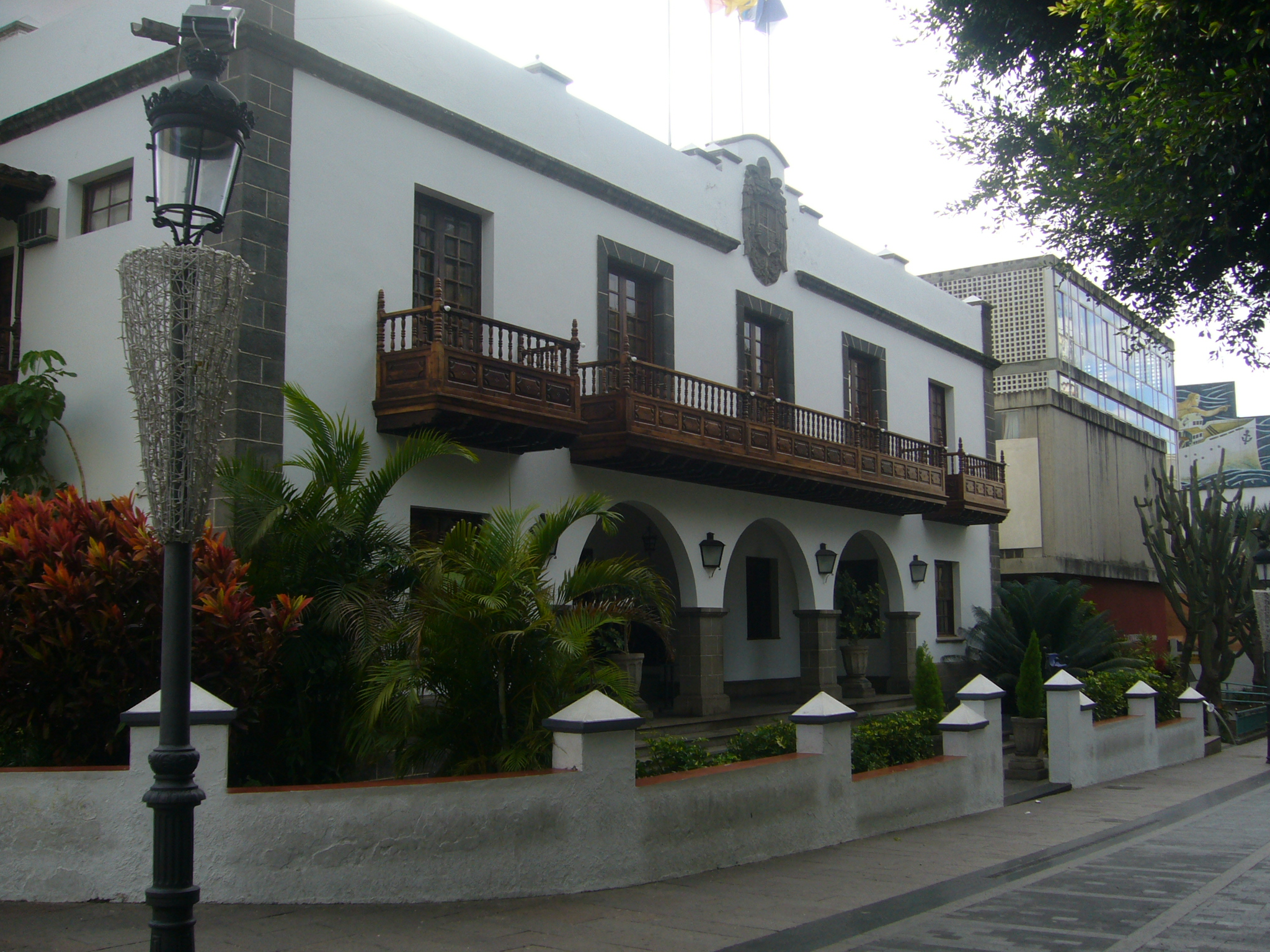
市政厅